# 愛知県道248号名和大府線
愛知県道248号名和大府線（あいちけんどう248ごう なわおおぶせん）は、愛知県東海市から大府市へ至る一般県道である。

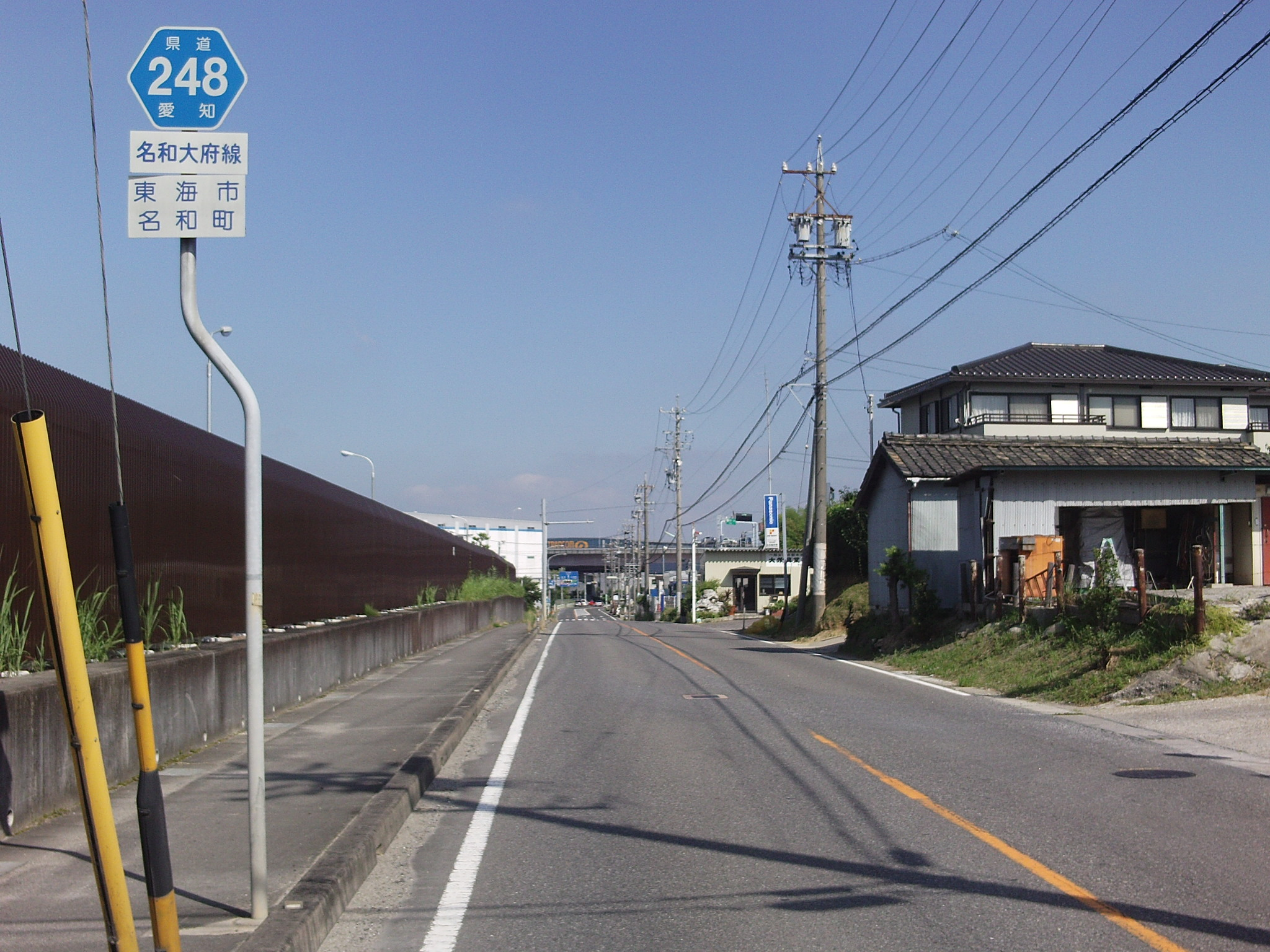
名和町。

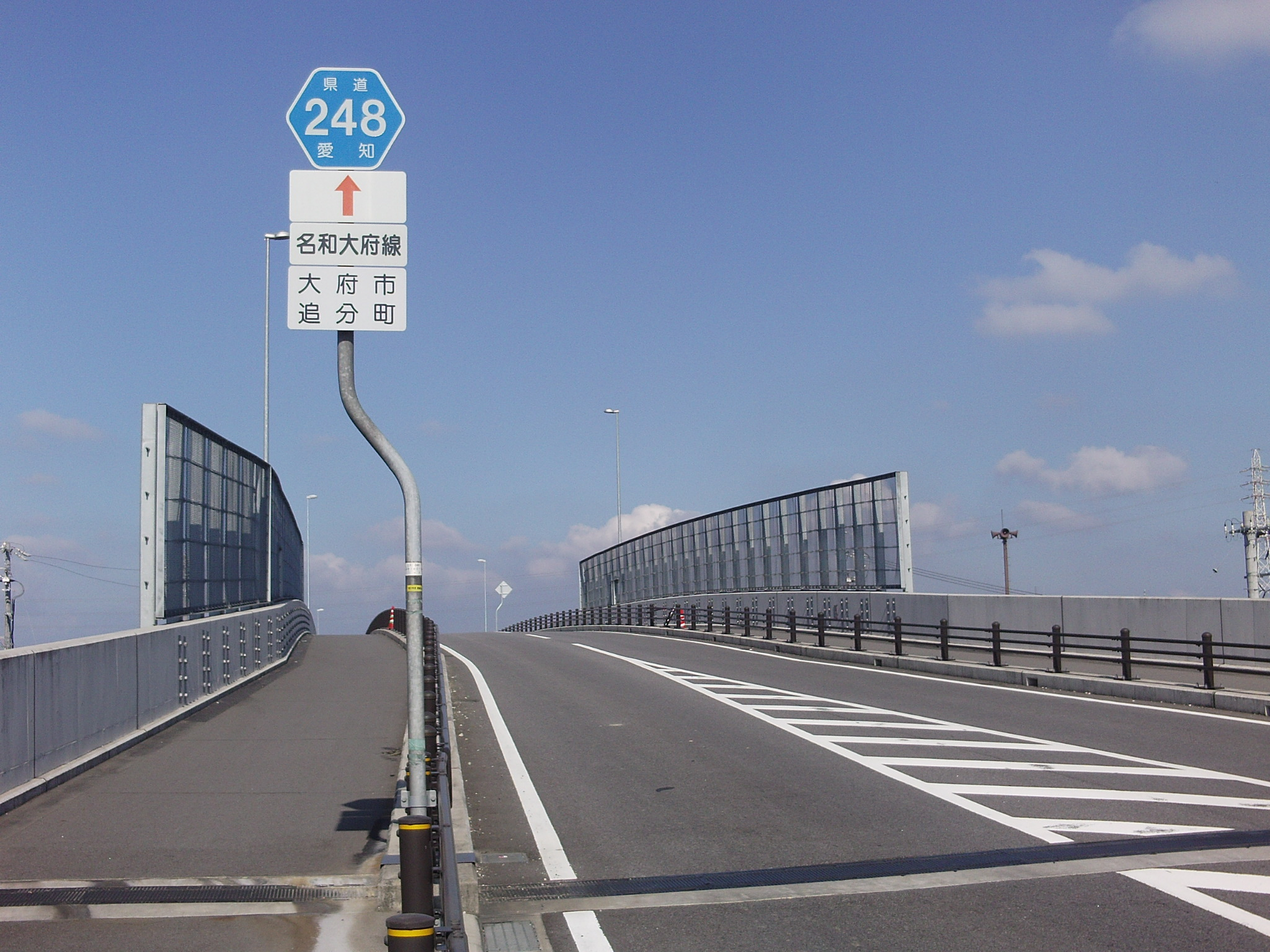
大府市の終点付近。以前は桃山町が終点であったが、JR東海道本線を跨線橋で越えて追分町に至る道路が作られ、現在はこちらを終点とする道路に県道が付け替えられている。

## 概要

### 路線データ
- 起点：愛知県東海市名和町（東海市道・旧愛知県道55号名古屋半田線交点）
- 終点：愛知県大府市桃山町（愛知県道50号名古屋碧南線交点）

## 沿革
- 1959年12月15日：認定

## 通過する自治体
- 愛知県
  - 東海市
  - 大府市

## 接続する道路
- 愛知県道55号名古屋半田線（半田街道）（二反表交差点）
- 国道302号（名古屋環状2号線）（北蕨交差点）
- 愛知県道23号東浦名古屋線（末広交差点・田面交差点間で重複）
- 愛知県道243号東海緑線（田面交差点）
- 愛知県道50号名古屋碧南線（師崎街道）（桃山町1交差点）

## 周辺
- 平池公園
- 伊勢湾岸自動車道 大府インターチェンジ
- 愛知県上野浄水場
- 知多半島道路 大府西インターチェンジ
- アピタ大府店